# 東蓋爾斯堡 (伊利諾伊州)
東蓋爾斯堡（英語：East Galesburg）是位於美國伊利諾伊州諾克斯縣的一個村落。

## 地理
東蓋爾斯堡的座標為40°56′38″N 90°18′43″W / 40.94389°N 90.31194°W，而該地最高點為海拔高度223米（即732英尺）。

## 人口
根據2010年美國人口普查的數據，東蓋爾斯堡的面積為3.67平方千米，當中陸地面積為3.54平方千米，而水域面積為0.13平方千米。當地共有人口812人，而人口密度為每平方千米221人。